# Constance Keene
Constance Keene (* 9. Februar 1921 in New York City; † 24. Dezember 2005 ebenda) war eine US-amerikanische Pianistin und Musikpädagogin.

## Leben
Keene hatte den ersten Klavierunterricht bei Kathryn Makin. Im Alter von dreizehn Jahren wurde sie Schülerin des Pianisten und Komponisten Abram Chasins, durch den sie Pianisten wie Leopold Godowsky und Józef Hofmann kennenlernte. 1943 gewann sie die Naumburg Piano Competition und hatte ihr Debüt in der New Yorker Town Hall. Bis zum Kriegsende trat sie im Auftrag der United Service Organizations in Einrichtungen der US Army auf. 1945 unternahm sie ihre erste professionelle Konzerttournee, und 1946 vertrat sie den indisponierten Vladimir Horowitz bei einem Konzert in Springfield. 1949 heiratete sie ihren ehemaligen Lehrer Chasins.
Mit ihrem Ehemann spielte Keene Werke für Klavierduo auf Schallplatte ein und gab Konzerte, u. a. mit dem Boston Symphony Orchestra unter Serge Koussevitzky. Als Solistin trat sie mit namhaften amerikanischen und europäischen Orchestern wie dem Philadelphia Orchestra, dem Chicago Symphony Orchestra, dem New York Philharmonic, dem Hallé-Orchester und den Berliner Philharmonikern auf. Als Kammermusikerin hatte sie Erfolg u. a. bei Auftritten mit Yehudi Menuhin beim Festival von Gstaad und einer Tournee mit Benny Goodman mit George Gershwins Rhapsody in Blue.
Auf Schallplatte spielte Keene Kompositionen von Johann Sebastian Bach, Georg Friedrich Händel, Charles Tomlinson Griffes, Edward MacDowell, Robert Schumann, Ludwig van Beethoven, Sergei Rachmaninoff und Chasins ein, außerdem sämtliche Klaviersonaten von Johann Nepomuk Hummel und Carl Maria von Weber. Daneben war Keene als Klavierlehrerin aktiv. Sie gab den Kindern von Arthur Rubinstein privaten Unterricht und unterrichtete ab 1969 an der Manhattan School of Music. Ab 1994 gehörte sie der Leitung der Schule an, die sie 2004 mit einem Ehrendoktortitel ehrte. Sie gab mehrfach Meisterklassen in Europa, Asien und Südafrika und wirkte als Jurorin an Klavierwettbewerben mit.